# 克洛泰尔四世
克洛泰爾四世（法語：Chlothar IV；685年—719年），法蘭克王国墨洛溫王朝的奧斯特拉西亞國王（717年－718年在位）。克洛泰爾四世可能是希爾德貝爾特三世之子。

## 生平
717年，查理·馬特在康布雷附近進行的萬西之戰中徹底將紐斯特里亞國王希爾佩里克二世的軍隊擊敗，從而鞏固了其在奧斯特拉西亞王國的地位。不久，查理便到科隆處理他的嫡母普雷科特魯德的威脅，查理解散她的追隨者，並繼承了奧斯特拉西亞宮相一職，但是查理並沒有加害普雷科特魯德及特奧德巴爾德。查理宣佈擁立克洛泰爾四世為奧斯特拉西亞國王，與希爾佩里克二世對抗。當希爾佩里克二世與阿基坦公爵偉大的厄德結盟，但是於718年又再在蘇瓦松戰役中被查理打敗。國王和厄德公爵南逃到盧瓦爾河，額英夫洛逃到昂熱。不久，克洛泰爾四世於719年逝世，厄德公爵放棄與希爾佩里克二世結盟及國王向查理投降，以換對希爾佩里克二世被查理承認為全法蘭克國王。克洛泰爾四世在位期間是查理·馬特的傀儡，實權在宮相查理·馬特的手上。